# 草原 (画像)

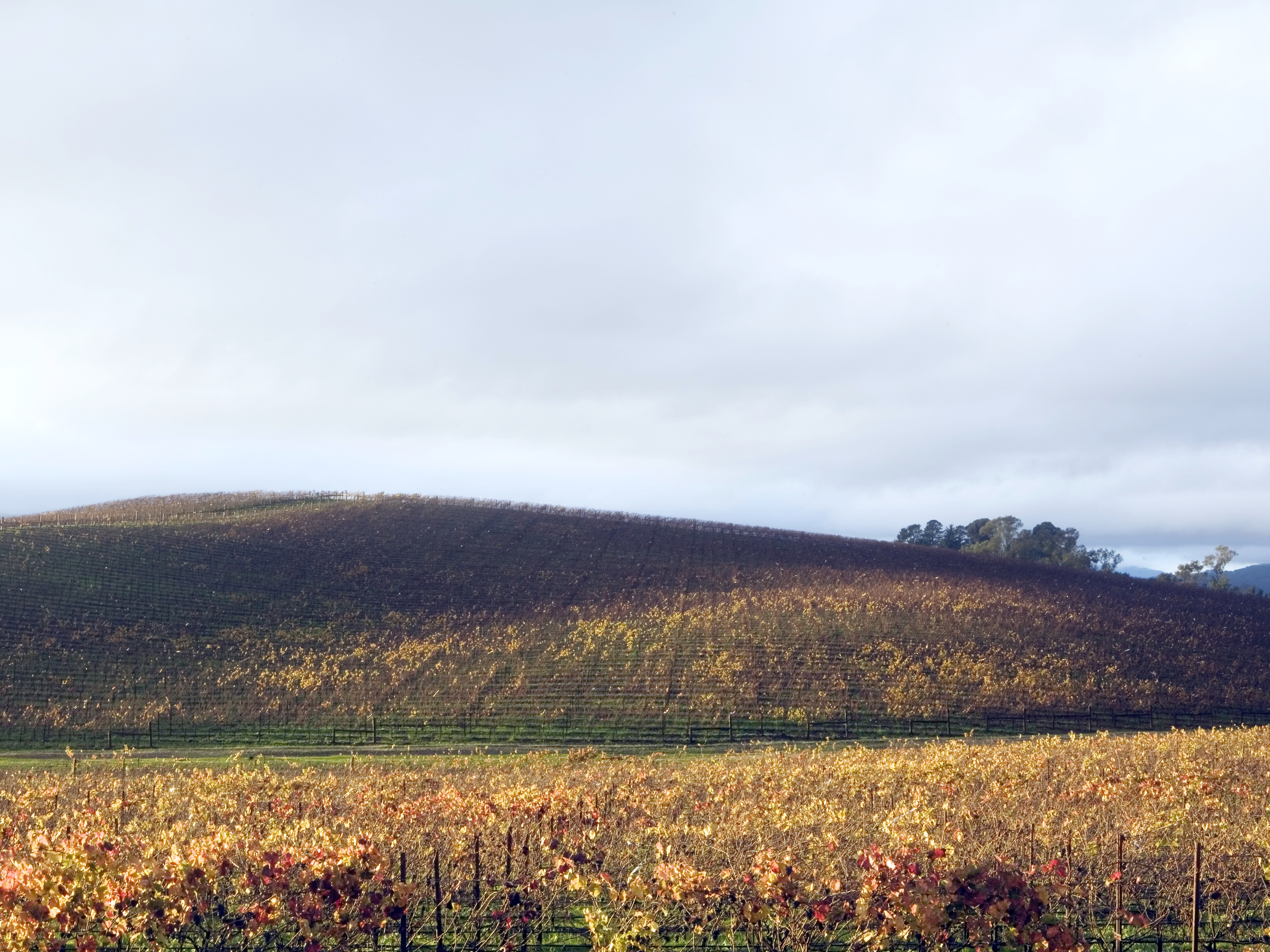
2006年11月の同じ場所の風景。一面ブドウ畑になっている。

草原（そうげん）は、Microsoft Windows XP の標準のデスクトップの背景（壁紙）に設定されている画像の名称である。英語版での名称は Bliss（「至福」の意）である。この画像はアメリカ合衆国カリフォルニア州ソノマ郡で撮影された風景写真である。緑の草に覆われた丘の上に真っ青な空と積雲や巻雲が写っている。数十億人がこの画像を見たと推定され、史上最も閲覧された画像のひとつである。

## 概要
この画像の元となった写真は1996年6月24日に、元ナショナルジオグラフィックの写真家で、ナパ郡セントヘレナに在住するチャールズ・オレアによって撮影された。オレアによれば、この写真にはデジタルによる強調や修正は施されていない。この写真はカリフォルニア州道12号・121号沿いから中判カメラのマミヤRZ67で撮影された。撮影した位置は北緯38度14分56秒 西経122度24分37秒 / 北緯38.248966度 西経122.410269度座標: 北緯38度14分56秒 西経122度24分37秒 / 北緯38.248966度 西経122.410269度である。オレアはナパバレーにおけるワイン造りに関する写真を撮ろうとしていたが、当時この丘にはブドウの木は植えられていなかった。後に、この一帯はブドウ畑になった。 
オレアによれば、この写真をマイクロソフト系のストック写真の Corbisに提供したところ、2000年か2001年にマイクロソフトのエンジニアはこの写真を用いるための権利を購入しようと連絡してきたという。2001年に Microsoft Windows XP の各国語版がリリースされた際、実際はアメリカ合衆国内の風景であるにもかかわらず、オランダ語版では Ireland（アイルランド）、ポルトガル語版では Alentejo（アレンテージョ。ポルトガル中南部に位置する地方）と名付けられていた。 
2006年11月27日、Goldin+Sennebyが、一面ブドウ畑になった、この写真が撮影されたのと同じ場所を訪れ、同じ構図で写真を撮った。この写真 After Microsoft は2007年4月に Gallery La Vitrine で開かれた展示会 Paris was Yesterday で初公開された。
2006年、スイス・ヴァレ・ドゥ・ジューの芸術家 Sébastien Mettraux は Bliss, after Bill Gates, 2006 というタイトルの写真を発表した。Mettraux によれば、その写真はスイスの Les Esserts-de-Rives で撮影された。その風景は「草原」の風景とよく似ており、この地方では、「草原」はこの地方の中心部にある Watch Valley で撮影されたものだという噂があった。この写真はヴェヴェイで開かれた Images'08 festival で公開された。